# Buste de Thomas Baker
Le buste de Thomas Baker est une sculpture en marbre réalisée en 1638 par l'artiste italien Gian Lorenzo Bernini et l'un de ses élèves, probablement Andrea Bolgi. Il se trouve actuellement au Victoria and Albert Museum de Londres, qui achète le buste en 1921 pour 1480 guinées anglaises,,.    
Baker (1606-1858) est haut shérif du Suffolk en 1657 et lié à la cour de Charles Ier. En plus du fait d'être le fruit d'une commande privée, ce buste présente la particularité de représenter une personnalité de second plan dans l'œuvre du Bernin.   